# Joan Clotet
Joan Clotet Sulé (1966, Barcelona) es asesor en talento y transformación digital, facilitador, comunicador, coach y autor español. Colabora con la Universidad de Mondragón y Teamlabs en la formación en gestión de talento. Fue profesor del IE Business School, de la Universidad Internacional de La Rioja (UNIR) y de otras universidades en línea, y es divulgador sobre gestión del talento y digitalización.

## Desarrollo Profesional
Formado en Barcelona School of Management, la escuela de negocios de la Universidad Pompeu Fabra, en dirección de empresas y en dirección estratégica de sistemas de información, ha reunido a lo largo de su carrera distintos postgrados y formación especializada en Coaching ejecutivo (ICF), Gestión organizacional y Desarrollo Digital; habiendo sido alumno de Wharton School, IESE Business School, la Escuela Europea de Coaching y ESADE entre otros. 
Durante 30 años estuvo contribuyendo al cambio tecnológico en distintas empresas. Comenzó su carrera profesional como productor en Radio Nacional de España, Radio 4. Desde 1986 y durante 13 años desarrolló su trabajo como consultor en Arthur Andersen, especializándose en el sector de organización y tecnologías de la información. Posteriormente ejerció como Director de Sistemas en Ediciones B (Grupo Zeta) donde definió y ejecutó el plan estratégico de sistemas contribuyendo más tarde a la gestión del cambio en el grupo Zeta, donde se integró. En 2003 se incorporó a Ferrovial, donde tuvo diversas responsabilidades en el ámbito de los sistemas de información y desde 2016  como gerente de innovación en talento o Talent Innovation Manager. Entre otros impulsó la práctica de People Analytics en la compañía, participó como coach y facilitador en la universidad corporativa en programas de liderazgo y de marca personal y promovió nuevas formas de aprendizaje digital. En 2017 contribuyó al desarrollo del programa Play the future, para elevar el nivel de conciencia y las capacidades digitales de los empleados.
Fue profesor en varias escuelas de negocios y universidades especializadas en la formación digital y en línea: IE Business School, Universidad de la Rioja, Universidad Abierta de Cataluña (UOC), Universidad Politécnica de Cataluña,  EADA, y ESIC. Colabora con la Universidad de Mondragón y Teamlabs en la formación especializada en gestión de personas y talento.
Como experto en talento digital ha intervenido en diversos congresos y seminarios sobre transformación y gestión de talento con ponencias en TED, BBVA, Fundación Princesa de Girona, Fundación Universitaria del Área Andina, Foro Humanismo Digital, Asociación Española de Directivos (AED), TechSpirit Barcelona, IE Club Benchmarking,  Fundación Factor Humá, Mobile World Congress Barcelona, entre otras.
Investigador y divulgador  en el área del talento y la transformación, es autor de diversos artículos profesionales. Es autor del libro Humanismo Digital (Libros de cabecera 2024); y coautor del libro “¿Quién quiere a Pepe?" (Empresa Activa 2011), junto a Salvador de Tudela.

## Humanismo digital
Es pionero en España en el ámbito del Humanismo Digital, un paradigma que defiende poner de nuevo a las personas en el centro y que desafía la perspectiva mecanicista de la digitalización, que prioriza la eficiencia a expensas del papel esencial de las personas, su contribución y desarrollo profesional. En un mundo donde la inteligencia artificial replicará gradualmente competencias antes exclusivamente humanas, el humanismo digital promueve la conciencia del valor humano e impulsa el liderazgo y las decisiones centradas en el respeto y el crecimiento de las personas y, por ende, de la sociedad.   Cuenta desde 2020 con un podcast sobre "Humanismo digital" en el servicio de música por streaming Spotify.